# 제이컵 트람블레이
제이컵 트람블레이(영어: Jacob Tremblay, 2006년 10월 5일 ~ )는 캐나다의 아역 배우이다. 영화 《룸》에서 감금되어 살아가는 여자의 아들 '잭' 역으로 주목받으며, 크리틱스 초이스 영화상 최우수 아역연기상, 캐나다 스크린 어워드(캐나다 영화 & 텔레비전 아카데미상) 영화부문 최우수 남우주연상을 수상하였고, 미국 배우 조합상(SAG) 최우수 남우조연상에 후보 지명되었다. 《룸》에 이어 《원더》에서는 트리처 콜린스 신드롬이라는 희귀한 안면장애를 갖고 태어난 어거스트 풀먼 역할을 연기했다.

## 성장 과정
2006년 10월 5일, 브리티시컬럼비아주 밴쿠버에서 태어났다. 그는 인근의 브리티시컬럼비아주 랭글리라는 도시에서 성장하였다. 그의 아버지 제이슨 트람블레이는 경찰관이며, 어머니는 크리스티나 캔디아 트람블레이는 가정 주부이다. 트람블레이의 형제자매로는 누나 에마와 여동생 에리카가 있으며, 그들 또한 배우이다.

## 경력
트람블레이는 텔레비전 역할로 연기를 시작했다. 그는 애니메이션 장편 영화 《개구쟁이 스머프 2》로 영화 데뷔했다. 영화는 2013년 개봉되었다.
트람블레이는 드라마 영화 《룸》에서 브리 라슨과 공동 주연을 맡아 잭 뉴섬 역할을 연기했다. 이 영화는 레니 에이브러햄슨이 감독하고, 2015년 9월 4일 텔류라이드 영화제에서 초연 되었고, 2015년 10월 16일 개봉되었다. 그의 연기는 비평가들의 찬사를 받아 미국 배우 조합상(SAG) 최우수 남우조연상에 후보 지명되었고, 이 시상식에 후보에 오른 역대 두 번째로 어린 배우로 기록 되었다. 또한 크리틱스 초이스 영화상 최우수 아역연기상, 캐나다 스크린 어워드(캐나다 영화 & 텔레비전 아카데미상) 영화부문 최우수 남우주연상을 수상하였다.
2016년 트람블레이는 코미디 영화 《Donald Trump's The Art of the Deal: The Movie》에서 조연 역할로 출연하였고, FOX의 아포칼립틱 코미디 시리즈 《The Last Man on Earth》에서 주인공 필 밀러 역할의 어린 버전으로 게스트 출연하였다. 같은 해, 그는 케이트 보스워스와 토마스 제인과 함께 호러 영화 《썸니아》에 출연한데 이어 심리 스릴러 영화 《셧 인》에서 조연 역할로 나오미 왓츠, 올리버 플랫과 함께 공연했으며, 패런 블랙번이 감독을 맡았다. 그는 또한 모험 코미디 영화 《번 유어 맵스》에서 베라 파미가과 마튼 초카스와 공연하였다.
2017년, 트람블레이는 콜린 트레보로우 감독의 드라마 영화 《북 오브 헨리》에서 피터 카펜터 역할을 연기하며 나오미 왓츠와
매디 지글러와 공연하였다. 그는 또한 R.J. 팔라시오스의 동명의 소설을 기반으로 한 영화 《원더》에서 트리처 콜린스 신드롬이라는 희귀한 안면장애를 갖고 태어난 어거스트 풀먼 역할을 연기했다. 이 영화는 2200만 달러의 제작비를 들여 2억 8500만 달러를 벌어 들이며 그의 가장 흥행한 영화가 되었다.

## 출연 작품

### 영화
| 년도 | 제목                                                                      | 역할                 | 참고              |
| ---- | ------------------------------------------------------------------------- | -------------------- | ----------------- |
| 2013 | 개구쟁이 스머프 2 The Smurfs 2                                            | 블루 윈슬러우        |                   |
| 2013 | 더 매직 페럿 The Magic Ferret                                             | 샘                   | 단편 영화         |
| 2014 | 엑스트러터레스트리얼 Extraterrestrial                                     | 매티                 | 크레딧에 안올라감 |
| 2015 | 고르드스 브라더 Gord's Brother                                            | 어린 고르드          | 단편 영화         |
| 2015 | 룸 Room                                                                   | 잭 뉴섬              |                   |
| 2016 | Donald Trump's The Art of the Deal: The Movie                             | 키드 4               |                   |
| 2016 | 썸니아 Before I Wake                                                      | 코디 머건            |                   |
| 2016 | 번 유어 맵스 Burn Your Maps                                               | 웨스 퍼스            |                   |
| 2016 | 셧 인 Shut In                                                             | 톰 패터슨            |                   |
| 2017 | 북 오브 헨리 The Book of Henry                                            | 피터 카펜터          |                   |
| 2017 | 원더 Wonder                                                               | 어거스트 "어기" 풀먼 |                   |
| 2018 | 더 데스 앤 라이프 오브 존 F. 도노반 The Death and Life of John F. Donovan | 어린 루퍼트 터너     | 제작 후반         |
| 2018 | 더 프레데터 The Predator                                                  | 로리 맥케나          | 촬영 중           |

### 텔레비전
| 년도 | 제목                                           | 역할                        | 참고                                                       |
| ---- | ---------------------------------------------- | --------------------------- | ---------------------------------------------------------- |
| 2013 | 모티드 Motive                                  | 라일리 스탠윅               | 에피소드: "Undertow"                                       |
| 2013 | 미스터 영 Mr. Young                            | 어린 테이터                 | 에피소드: "Mr. Finale Part 1"                              |
| 2014 | 내 엄마의 미래 남편 My Mother's Future Husband | 코너                        | 텔레비전 영화                                              |
| 2014 | 산타의 작은 흰 담비 Santa's Little Ferrets     | 토드 콜린스                 | 단편 텔레비전                                              |
| 2016 | 더 라스트 맨 온 어스 The Last Man on Earth     | 어린 필 밀러                | 에피소드: "Pitch Black"                                    |
| 2016 | 빌리 온 더 스트릿 Billy on the Street          | 자신                        | 에피소드: "Billy's Holiday Wonderland With Jacob Tremblay" |
| 2016 | 아메리칸 대드! American Dad!                   | 어린 찰스 린드버그 (목소리) | 에피소드: "Fight and Flight"                               |
| 2017 | 피트 더 캣 Pete the Cat                        | 피트 더 캣 (목소리)         | 스페셜                                                     |

## 수상 및 후보
| 년도 | 시상식                                                  | 부문                                                 | 결과 | 작품   |
| ---- | ------------------------------------------------------- | ---------------------------------------------------- | ---- | ------ |
| 2016 | 캐나다 스크린 어워드(캐나다 영화 & 텔레비전 아카데미상) | 영화부문 최우수 남우주연상                           | 수상 | 룸     |
| 2016 | 시카고 영화 비평가 협회                                 | 가장 유망한 연기상                                   | 수상 | 룸     |
| 2016 | 크리틱스 초이스 영화상(미국 방송 영화 비평가 협회)      | 최우수 아역연기상                                    | 수상 | 룸     |
| 2016 | 내셔널 보드 오브 리뷰(전미 비평가 위원회)               | 신인 연기상                                          | 수상 | 룸     |
| 2016 | 샌디에이고 영화 비평가 협회                             | 최우수 신인 연기상                                   | 수상 | 룸     |
| 2016 | 샌디에이고 영화 비평가 협회                             | 최우수 남우주연상                                    | 후보 | 룸     |
| 2016 | 워싱턴 D.C. 아레아 영화 비평가 협회                     | 최우수 아역 연기상                                   | 수상 | 룸     |
| 2016 | 영 엔터테이너 어워드                                    | 최우수 남우주연상                                    | 수상 | 룸     |
| 2016 | 어워드 서킷 커뮤니티 어워드                             | 최우수 남우주연상                                    | 수상 | 룸     |
| 2016 | 센트럴 오하이오 영화 비평가 협회                        | 최우수 남우주연상                                    | 후보 | 룸     |
| 2016 | 디트로이트 영화 비평가 협회                             | 최우수 신인 연기상                                   | 후보 | 룸     |
| 2016 | 디트로이트 영화 비평가 협회                             | 최우수 남우조연상                                    | 후보 | 룸     |
| 2016 | 엠파이어상                                              | 최우수 남자 신인상                                   | 후보 | 룸     |
| 2016 | 골드 더비 어워드                                        | 최우수 남우주연상                                    | 후보 | 룸     |
| 2016 | 골드 더비 어워드                                        | 최우수 신인배우상                                    | 후보 | 룸     |
| 2016 | IFTA 어워드(아일랜드 영화 & 텔레비전 아카데미상)        | 해외부문 남우주연상                                  | 후보 | 룸     |
| 2016 | 피닉스 영화 비평가 협회                                 | 최우수 남우조연상                                    | 후보 | 룸     |
| 2016 | 새턴상                                                  | 최우수 아역 배우상                                   | 후보 | 룸     |
| 2016 | 미국 배우 조합상(스크린 액터 길드 어워드)               | 영화부문 최우수 남우조연상                           | 후보 | 룸     |
| 2016 | 틴 초이스 어워드                                        | 초이스 무비: 드라마 남자배우상                       | 후보 | 룸     |
| 2016 | 젊은 예술가상(영 아티스트 어워드)                       | 장편영화 최우수 연기부문 젊은 남자연기상 (10세 이하) | 후보 | 룸     |
| 2017 | 젊은 예술가상(영 아티스트 어워드)                       | 장편영화 최우수 연기부문 젊은 남자연기상             | 후보 | 썸니아 |
| 2017 | 워싱턴 D.C. 아레아 영화 비평가 협회                     | 최우수 아역 연기상                                   | 후보 | 원더   |
| 2017 | 시애틀 영화 비평가 협회                                 | 최우수 아역 연기상                                   | 후보 | 원더   |
| 2017 | 로스앤젤레스 영화 비평가 협회                           | 영화부문 아역상                                      | 후보 | 원더   |
| 2017 | 피닉스 영화 비평가 협회                                 | 최우수 아역배우상                                    | 후보 | 원더   |
| 2018 | 크리틱스 초이스 영화상(미국 방송 영화 비평가 협회)      | 최우수 아역연기상                                    | 후보 | 원더   |
| 2018 | 새턴상                                                  | 최우수 아역 배우상                                   | 미정 | 원더   |